# 902

902(구백이)는 901보다 크고 903보다 작은 자연수다.

## 수학
- 합성수로, 그 약수는 1, 2, 11, 22, 41, 82, 451, 902이다. 진약수의 합은 610이므로, 902는 부족수다.
- 81번째 불가촉수다. 앞의 불가촉수는 898, 다음은 926이다.
- {\displaystyle 37^{5}-1}은 902로 나누어떨어진다.

## 과학
- NGC 902(영어판): 고래자리 방향에 있는 막대나선은하.
- 글리제 902: 인디언자리 방향에 있는 K형 주계열성.

## 교통

### 항공
- 대한항공 902편 격추 사건

### 철도
- 서울 지하철 9호선 김포공항역의 역번호.

### 도로
- 유럽 고속도로 902호선: 스페인 바일렌에서 벨레스 데 베나우다야(영어판, 스페인어판)까지 이어지는 고속도로. 모든 구간이 스페인 아우토비아 44호선(영어판, 스페인어판)으로 지정되어 있다.
- 902번 지방도: 경상북도 청도군 청도읍 초현리에서 청도군 각북면 금천리까지 이어지는 대한민국의 지방도.

## 문화유산
- 대한민국의 보물 제902호: 권벌 종가 유묵

## 기타
- 날짜: 9월 2일
- 연도: 902년, 기원전 902년